# 共同抵当
共同抵当（きょうどうていとう）とは、複数の不動産に抵当権を設定し、一つの債権を担保することをいう。設定により当然に成立する。

## 関連条文
民法第392条（共同抵当における代価の配当）
1項
債権者が同一の債権の担保として数個の不動産につき抵当権を有する場合において、同時にその代価を配当すべきときは、その各不動産の価値に応じて、その債権の負担を按分する。
2項
債権者が同一の債権の担保として数個の不動産につき抵当権を有する場合において、ある不動産の代価のみを配当すべきときは、抵当権者は、その代価から債権の全部の弁済を受けることができる。この場合において、次順位の抵当権者は、その弁済を受ける抵当権者が前項の規定に従い他の不動産の代価から弁済を受けるべき金額を限度として、その抵当権者に代位して抵当権を行使することができる。
民法第393条（共同抵当における代位の付記事項）
前条第2項後段の規定により代位によって抵当権を行使する者は、その抵当権の登記にその代位を付記することができる。

## 概説
複数の不動産に抵当権を設定することによって、担保力が増すため、抵当権者側に有利な規定となっている。
ただしこれには、
- 借金弁済のために抵当権を実行する際、どの抵当権から実行すべきか
- それぞれの不動産に後順位抵当権者がいる場合、利益配分をどのようにすべきか

のような以上の2つの問題がある。

## 共同抵当の実行
共同抵当の目的物である不動産を同時に全て競売して弁済を受ける方法を同時配当、目的物を1つずつ競売していく方法を異時配当という。
同時配当の場合では、それぞれの不動産から目的物の価格に応じて弁済を受けることになるが、異時配当の場合では売却する順番によっては後順位抵当権者の立場が変わってしまう。その点を修正するための規定が民法392条2項であるが、この規定が定められている理由は、後順位抵当権者がいる場合に、抵当権の行使が同時配当か異時配当かによって後順位抵当権者に配当される金額が全く違ってくるからである。
なお、共同抵当不動産の所有が同一の物上保証人であるか否かによって問題が異なってくるので注意が必要である。

## 判例の解釈
判例では、所有者間の調整や債権法の適用の余地がないときに初めて、民法392条の適用が問題となる。
つまり、共同抵当不動産の所有が異なり、かつ所有者間の弁済代理・求償が問題となるときは民法500条・501条を適用し、所有者が同一人であり、弁済・求償の余地がないときには民法392条を適用することになる。

## 共同抵当と法定地上権
土地と建物に共同抵当権を設定後に、建物が滅失し再築された場合の法定地上権の有無ついては、二説が対立している。
- 個別価値考慮説
- 全体価値考慮説